# COAT CORPORATION
，日本男同性戀色情片公司，成立于1991年，總部位於東京都世田谷區北泽3丁目23番地14号 COAT FIRST STAGE。代表董事江岛隼人（一说江岛速人）。

## 主要廠牌

### COAT
- （男女色情片系列）
- （劇情系列，包括著名的Babylon Stage 34 真夏夜的淫梦）
- （運動員題材）
- （運動員題材）
- （獨自演出系列）

### 已完結的系列
- （面試官題材）
- （運動員題材）
- （運動員題材）
- （偵探題材）

### KURATATSU
- （性虐戀題材）
- （目錄展示）
- （雙王牌男優豪華版精選集）
- （單個王牌男優豪華版精選集）
- （流氓題材。1997年發售創刊號。）
- （劇情系列）
- （偶像系列。1997年發售創刊號。）
- （嗜粪症題材或肌肉藍領題材）
- （身材矮小的男優系列）
- （偶像系列。已完結。）
- （偶像系列）
- （硬漢系列）
- （紀實系列）
- （校服系列）
- （直播系列）

## 旗下著名演员
- 谷冈俊一（TNOK）
- 田所浩二（野兽先辈）
- 多田野数人（TDN）

## 外部連結
- CLUB CK （页面存档备份，存于） 公式サイト
- CK DOWNLOAD （页面存档备份，存于） コートコーポレーション運営 男性ゲイ動画配信販売サイト